# Distretto di Aokas
Il distretto di Aokas è un distretto della provincia di Béjaïa, in Algeria, con capoluogo Aokas.

## Comuni
Sono comuni del distretto:
- Aokas
- Tizi N'Berber